# جيم هاريسون (لاعب كرة قدم أمريكية)
جيم هاريسون (بالإنجليزية: Jim Harrison)‏ هو لاعب كرة قدم أمريكية أمريكي، ولد في 10 سبتمبر 1948 في سان أنطونيو في الولايات المتحدة.

## وصلات خارجية
- جيم هاريسون على موقع مرجع كرة القدم المحترفة.كوم (الإنجليزية)